# Aleš Čech
Aleš Čech (* 1. června 2004 Praha) je český hokejový obránce a juniorský reprezentant, hrající v BK Mladá Boleslav.

## Hráčská kariéra
S hokejem začal v HC Letci Letňany, později odešel do mládežnických kategorií Oulun Kärpät. V sezoně 2022/23 odešel do Mladé Boleslavi.

## Prvenství
- Debut v ČHL – 27. ledna 2023 (Banes Motor České Budějovice proti BK Mladá Boleslav)
- První asistence v ČHL – 5. února 2023 (BK Mladá Boleslav proti HC Vítkovice Ridera)

## Klubové statistiky
| Sezóna      | Klub              | Soutěž      |    | Základní část | Základní část | Základní část | Základní část | Základní část |   | Play off | Play off | Play off | Play off | Play off |
| Sezóna      | Klub              | Soutěž      | Z  | G             | A             | B             | TM            | Z             | G | A        | B        | TM       |          |          |
| 2022–23     | BK Mladá Boleslav | ČHL         | 4  | 0             | 1             | 1             | 0             | —             | — | —        | —        | —        |          |          |
| 2023–24     | BK Mladá Boleslav | ČHL         | 40 | 0             | 7             | 0             | 20            | —             | — | —        | —        | —        |          |          |
| ČHL celkově | ČHL celkově       | ČHL celkově | 44 | 0             | 8             | 20            | 0             | 0             | 0 | 0        | 0        | 0        |          |          |

## Reprezentace
| Rok                       | Tým                       | Soutěž                    | Z  | G | A | B | TM |
| ------------------------- | ------------------------- | ------------------------- | -- | - | - | - | -- |
| 2021                      | Česko 18                  | HGC-18                    | 4  | 1 | 2 | 3 | 4  |
| 2022                      | Česko 18                  | MS-18                     | 6  | 0 | 1 | 1 | 2  |
| 2022                      | Česko 20                  | MSJ                       | 7  | 0 | 0 | 0 | 2  |
| 2023                      | Česko 20                  | MSJ                       | 7  | 1 | 1 | 2 | 2  |
| 2024                      | Česko 20                  | MSJ                       | 7  | 1 | 1 | 2 | 8  |
| Juniorská kariéra celkově | Juniorská kariéra celkově | Juniorská kariéra celkově | 31 | 3 | 5 | 8 | 18 |